# Técnica de elevación del seno maxilar
La elevación del seno maxilar es una técnica quirúrgica que permite el aumento de hueso en la arcada superior, con el objetivo de obtener una base ósea adecuada en la que poder colocar implantes osteointegrados, en aquellos casos en que la consistencia del hueso no lo permite. Es fundamental disponer de un buen historial clínico del paciente y realizar una exploración bucofacial y radiológica minuciosa antes de iniciar esta técnica, previa a la colocación de los implantes. En una fase inicial hay que labrar el espacio levantando el suelo sinusal, para después colocar en él material autólogo o no. A la hora de llevar a cabo esta técnica, hay que tener en cuenta que pueden obtener muy buenos resultados utilizando el hueso autólogo del paciente, que se extrae habitualmente de su propia cadera. En la segunda fase, se realizará la colocación del o de los implantes, siguiendo la pauta habitual.

## Características del seno maxilar
El seno maxilar es una cavidad neumática presente en número par en el ser humano. Forma parte de los senos para-nasales y ocupa casi todo el espesor de la apófisis cigomática del hueso maxilar. Esta apófisis está reducida, en casi toda su extensión, a una fina capa de hueso que conforma las paredes del seno. El seno maxilar es un anexo de cada fosa nasal, con la que comunica por el ostium maxilar.
Esta cavidad procede de una evaginación, que se origina en torno la 10.ª semana uterina, de la región del infundibulum embrionario del meato medio, primero en la cápsula nasal y después en la región órbito-nasal del maxilar. El crecimiento de esta cavidad se realiza de anterior a posterior durante los primeros años, y se encuentra subordinado al desarrollo del hueso maxilar y de los dientes. Al nacer no es más que una cavidad rudimentaria con forma de hendidura aplanada. A los 6 años, toma la forma piramidal del adulto y continúa creciendo; comienza a individualizarse nítidamente en la radiología. A los 15 años, el crecimiento se detiene, excepto en la extremidad postero-inferior, que no toma su forma definitiva hasta después de la erupción del cordal superior. La zona ósea infra-sinusal presenta unos septa, en número de 2 a 4, que constituyen arbotantes de refuerzo, tendidos desde la pared interna a la pared anterior. A menudo existe un refuerzo óseo detrás del canino. En el seno maxilar, al igual que en la apófisis cigomática, se describen 3 paredes o caras, una base y un vértice.

## Historia de la técnica de elevación
El seno maxilar ha sido durante años un área evitada por la mayor parte de los procedimientos dentales. En el pasado, los Odontólogos generales y los Cirujanos orales y maxilofaciales evitaban entrar en esta zona desde la cavidad oral, a menos que lo consideraran estrictamente necesario.
Actualmente el injerto del suelo sinusal, es una técnica rutinaria que permite la fijación ósea de los implantes dentales. Las fracturas conminutas que afectaban al maxilar, suelo de la órbita, pared lateral nasal y alvéolo maxilar, actualmente son minimizadas mediante una reducción abierta. Gracias a los injertos óseos primarios o secundarios, estos huesos pueden ser reestructurados y reconstruidos en su conformación anatómica original. El uso del injerto óseo del seno maxilar para razones prostodóncicas, ha sido infrecuente, y la aplicación de tales procedimientos de injertos, diferentes de los empleados para la reconstrucción ósea post-resección parcial oncológica del maxilar, han sido escasamente documentados en la literatura.
En 1960 se usó por primera vez el injerto óseo del seno maxilar para aumentar la profundidad y volumen del tejido óseo por razones prostodóncicas. El pionero fue Philip Boyne que utilizó el injerto del seno maxilar para aumentar el volumen óseo y posteriormente realizar una reducción de la cresta ósea, a fin de obtener una óptima distancia entre las arcadas. Para corregir la insuficiencia del espacio maxilo-mandibular hizo una apertura de Caldwell-Luc en el antro, elevó la membrana sinusal y colocó en el suelo del seno un injerto compuesto por hueso autógeno particulado medular. Esta técnica, conocida también como Sinus Lift, fue presentada por H. Tatum en el año 1976, en el Encuentro Anual del Grupo de Estudios de Implantes de Alabama en Birmingham. Tatum describió un aumento vertical del piso antral con acceso crestal. En 1980 P. Boyne y R. James, de la Universidad de Loma Linda, California, publicarán una técnica quirúrgica con acceso por la pared lateral del seno, que permitirá la colocación de implantes metálicos. Nuevamente Tatum, en 1986, publicará dos técnicas de aumento vertical del piso antral: la técnica de acceso crestal y la de abordaje por la pared lateral del seno con colocación simultánea de implantes en forma de raíz dental.
Con el advenimiento de los implantes de titanio radiculares, ocurrió que muchas zonas maxilares posteriores, que podrían ser receptoras de implantes, eran inadecuadas en altura y anchura ósea, por lo que se requería injertar hueso dentro del seno maxilar. Se llevaron a cabo diferentes técnicas para poder entrar en el seno, elevar la membrana sinusal y colocar diversos tipos de injertos óseos. Desde el empleo inicial del sinus lift y de la colocación de implantes, hacia la mitad de los años 70, ha habido algunas variantes en la técnica y materiales de injertos utilizados; aunque la mayoría de los autores siguen prefiriendo el abordaje de Caldwell-Luc a través de la pared lateral del seno, se han propuesto otras técnicas menos invasivas, como la de los osteotomos, para realizar una elevación atraumática del suelo del seno combinada con injertos e implantes. Hay que señalar que a finales de los años 70, se empezaron a realizar injertos de hueso autógeno en el seno maxilar, para poder colocar implantes de lámina en los pacientes que los tenían muy neumatizados. El desafío actual consiste en lograr una óptima calidad de injerto y acortar el período de formación ósea.

## Material de relleno del seno maxilar
El único material de injerto que cumple con la mayor parte de los criterios, para ser considerado un injerto ideal, es el hueso del propio paciente. De hecho en todos los estudios se preconiza el uso de hueso autólogo, sí no en su totalidad, al menos en la mayor proporción posible. Se puede afirmar que el injerto ideal aún no ha sido hallado. Actualmente se está utilizando una mezcla de hueso autológo recolectado intra-bucalmente, materiales xenógenos o aloplásticos, y plasma rico en plaquetas. El hueso autológo aporta células osteocomponentes vivas confiriendo al injerto osteoindicción.
El material xenógeno, como el hueso bovino anorgánico, el hueso equino desantigenado, o material aloplástico como cal de coral, y las cerámicas bio-activas aportan al injerto osteoconductividad y permiten darle cierta estructura haciéndolo mucho más manejable. El plasma rico en plaquetas, o los productos de matriz ósea desmineralizada, contribuye, con las proteínas morfogenéticas óseas presentes en los gránulos alfa de las plaquetas, acelerando el proceso de cicatrización ósea.
En la actualidad, con los numerosos materiales nuevos , se puede realizar con solo material de injerto sintético (betaphosfato tricalcico) habiendo ya estudios y artículos

## Protocolo de actuación frente a las perforaciones de membrana
El procedimiento del relleno sinusal implica la elevación de la membrana de Schneider. La complicación más común durante la cirugía de la elevación sinusal es el desgarro o la perforación de esta membrana. La presencia de un seno maxilar estrecho en sentido vestíbulo-palatino, la aparición de septos o tabiques en el interior del seno maxilar y una cortical ósea gruesa en la zona al realizar la ventana lateral, son factores directamente relacionados con el riesgo y la severidad de las perforaciones de membrana.
Se atribuyen diversas consecuencias causadas por las perforaciones esta membrana, como la infección, la invasión bacteriana, la pérdida del material de relleno, la alteración de la función fisiológica del seno maxilar... Frente a las perforaciones de membrana sinusal, existen diferentes actuaciones, según sea su tamaño o según su localización.
La reparación de las perforaciones de membrana sinusal se lleva a cabo mediante la utilización de una gran variedad de técnicas y materiales, incluyendo suturas, membranas de colágeno, la utilización de fibrina adhesiva… Existen 3 tamaños de perforación: perforaciones menores de 5mm, perforaciones entre 5 y 10mm y perforaciones mayores de 10mm. Las perforaciones menores de 5mm se suturan con un material reabsorbible o se tratan utilizando una membrana de colágeno reabsorbible, Las perforaciones entre 5 y 10mm, con membrana reabsorbible de forma sistemática, y las perforaciones mayores de 10mm se cubren con una lámina de hueso cortical, con bola adiposa de Bichat o con un injerto en bloque de zona intra-oral o extra-oral si es necesario.

## Indicaciones de la elevación del seno maxilar
La elevación del seno está indicada en aquellos casos donde no es posible colocar implantes de longitud adecuada en la cresta ósea posterior edéntula del maxilar superior. Esta región posee generalmente una calidad ósea Tipo III o IV por lo que es necesario utilizar implantes de una longitud mínima de 10mm y del mayor diámetro que permita la anatomía.

## Período de recuperación después de una elevación de seno maxilar
Después de la intervención de la elevación del seno maxilar es normal sentir dolor e hinchazón. También es probable que sangres por la boca o la nariz. Sin embargo, si estos síntomas no mejoran durante unos días, debes ir al médico.
Durante el período de recuperación es recomendable seguir una dieta blanda, tomar los analgésicos que te hayan prescrito y que evites estornudar de forma contundente, ya que podrías mover el injerto. También se recomienda mantener la cabeza en alto en la medida de lo posible y dormir con almohadas altas. Justo hasta las 24 horas después de la intervención debes enjuagarte la boca y cepillar la zona con movimientos suaves.

## Complicaciones
Las complicaciones son infrecuentes y se dividen en mediatas o inmediatas. Las inmediatas pueden ser: fracturas óseas, desgarros, hemorragias, heridas de partes blandas, lesiones de los nervios, enfisema sub-mucoso, fractura de instrumental y rotura de obturaciones o prótesis vecinas. Las complicaciones mediatas pueden ser: infecciosas (sinusitis, celulitis, trismo, abscesos, …), hemorrágicas, mucositis y periimplantitis, o generales (hepatitis, descompensaciones cardíacas, crisis hiperglucémica o hipertiroidea, bacteriemas…). En ocasiones puede incluso producirse la reabsorción del hueso o material colocado.
Sin embargo puede, una vez tratada y resuelta la complicación, volver a operarse con las mismas posibilidades de éxito que en la primera entrada. En enero de 2009 el Dr.Carlos Bohm y colaboradores demostraron que de un total de 1486 senos maxilares elevados, 7 fracasaron (5 casos de infección aguda y 2 casos de infección crónica) y fueron reintervenidos, utilizando hueso de banco heterólogo y la proteína morfogenética recombinante amelogenina, resolviéndose todos ellos de manera satisfactoria.